# Peaks & Valleys
| Críticas profissionais | Críticas profissionais |
| Avaliações da crítica  | Avaliações da crítica  |
| Fonte                  | Avaliação              |
| ---------------------- | ---------------------- |
| allmusic               | link                   |

Peaks & Valleys é o terceiro álbum de estúdio do cantor escocês Colin Hay, lançado em 1992.

## Faixas
Todas as faixas por Colin Hay, exceto onde anotado.
1. "Into the Cornfields" — 3:56
2. "She Keeps Me Dreaming" (Hay, D. Conway) — 3:47
3. "Can't Take This Town" — 3:25
4. "Walk Amongst His Ruins" — 3:29
5. "Hold Onto My Hand" — 4:54
6. "Keep on Walking" — 2:28
7. "Dream On" — 5:16
8. "Boy Boy" — 2:16
9. "Conversation" — 3:13
10. "Melbourne Song" — 2:44
11. "Sometimes I Wish" — 6:26
12. "Go Ask an Old Man" — 2:54
13. "Sea Dogs" — 3:27